# Gårdsjön (Björkviks socken, Södermanland)
Gårdsjön är en sjö i Katrineholms kommun i Södermanland och ingår i Nyköpingsåns huvudavrinningsområde.